# 圖騰

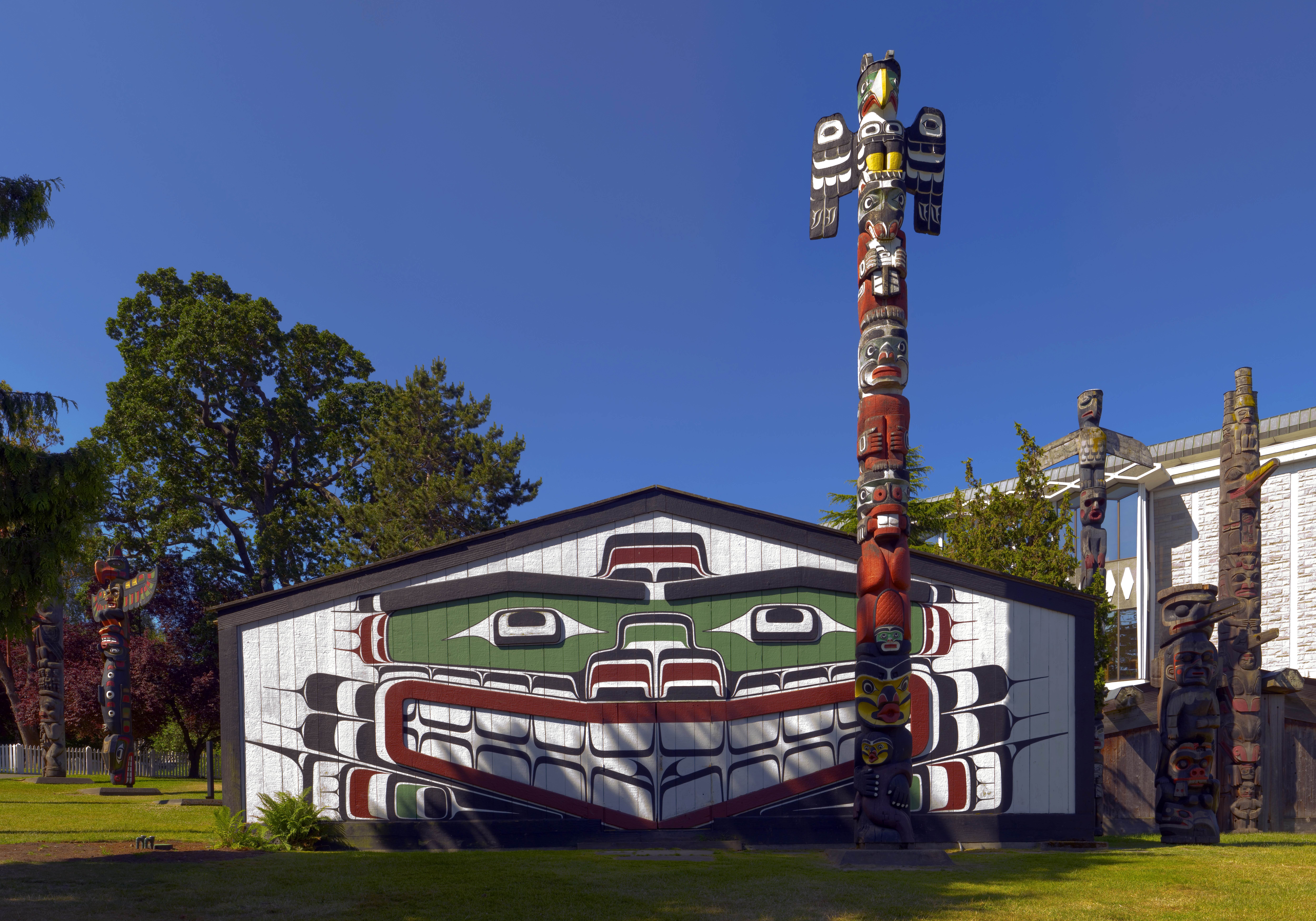
加拿大不列颠哥伦比亚省印第安人酋长蒙哥·马丁1953年在维多利亚建造的夸夸卡瓦库和图腾柱

圖騰（源自奧吉布瓦語：或者）指的是一種精神存在、神聖物件或象徵，被視為一群人，例如家庭、氏族、血緣或部落，如安尼希納比族氏族體系中的象徵。原始时代的人们把某种动物、植物或非生物当做自己的亲属、祖先或保护神。相信他们有一种超自然力，会保护自己和自己的族群及部落，并且还可以获得他们的力量和技能。在原始人的眼里，图腾是一个被人格化的崇拜对象。图腾崇拜是将某种特定物体视作与本氏族有亲属或其他特殊关系的崇拜行为，是原始宗教的最初形式，大约出现在旧石器时代晚期。「图腾」为美洲原住民語言totem的音译，源自北美阿爾岡昆人歐及布威族奧傑布瓦語ototeman，意为“他的亲族”或“他的氏族”，相当于是整个部族的标记。许多氏族往往以它命名。
雖然「圖騰」一詞源自奧吉布瓦語，其相關詞語和信仰都是奧吉布瓦語言和文化的一部分，然而，图腾崇拜並非僅限於奧吉布瓦語人。在世界各地的多種文化中，我們可以看到類似的概念，雖然名稱和信仰實踐的具體形式各有差異。該詞已由各文化背景的民族學家和哲學家所採用，有時也會被重新定義。當代的新薩滿教、新時代運動）和神話詩式男性運動，他們都沒有傳統的部落宗教的成分，但都會用上「圖騰」此術語，來描述個人與指導靈或精神導師的連結。

## 作用
圖騰具有增加群体的团结精神、加強血缘关系、令社会组织正常運作和互相区别的能力。同时通过图腾标志，得到對自己和族群的认同，受到同個族群裏大眾的保护。图腾标志最典型的就是图腾柱，在印第安的村落中，多立有图腾柱。在中国东南沿海考古中，也有人发现有鸟的图腾柱。浙江绍兴出土的，战国时古越人铜质房屋的模型，屋顶竟然頂立了图腾柱，柱顶部有尾鸠。
图腾崇拜的动物是不能捕杀的，只能在特殊的场合举行祭祀时才能杀死它。以澳洲原住民為例，他們認為靈魂會離開身體，並停留在圖騰（即生物的替身）上。商族的圖騰是玄鳥。因此，圖騰崇拜也可以說是對祖先的崇拜。圖騰與親緣的關係有很多，如：鄂倫春族族人把公熊稱為「雅亞」，意思為祖父，又稱母熊為「太帖」，有祖母的意思。

## 人與圖騰的關係
1. 圖騰是自己血緣親屬的祖先，他們會用父親、祖父、祖母等等，親屬的稱呼來稱呼圖騰，並以圖騰名稱作為自己整個族群的名稱。
2. 圖騰是自己族群的祖先，認為自己整個族群的成員都是由圖騰繁衍而來。
3. 圖騰是群體的保護神。但在人類的思維有了一定發展後，人類便會了解到人類與動物之間有很大差異後，他們不再認為圖騰可以繁殖人類。但圖騰祖先的觀念根深蒂固，於是產生了圖騰是保護神的觀念。

## 圖騰主義
圖騰主義是一種社會和宗教組織形式，基於圖騰的概念。早期的人類學家和民族學家如詹姆斯·喬治·弗雷澤、阿爾弗雷德·科特·哈登、約翰·弗格森·麥克倫南和W. H. R. 里弗斯認為圖騰主義是一種遍布世界不同地區的原住民群體之間的共同實踐，通常反映了人類發展的一個階段。蘇格蘭民族學家約翰·弗格森·麥克倫南在其研究《動植物崇拜》中，根據19世紀的研究潮流，從廣泛的視角探討了圖騰主義。 麥克倫南並未試圖解釋圖騰主義現象的具體起源，而是指出整個人類在古代經歷過一個圖騰主義階段。到1910年，關於圖騰主義具有跨文化共性的觀點受到挑戰，有民族學家指出其他群體也有一些與圖騰主義相關的習俗，但並沒有圖騰。在21世紀，澳大利亞人類學家質疑「圖騰主義」在不同澳大利亞原住民群體之間，甚至在與奧吉布瓦人（該術語的原始來源）不同文化之間普遍化的程度。

## 另見
- 華表
- 長栍
- 塔木加，一種由歐亞游牧民族使用的抽象印章或標誌
- 《圖騰與禁忌》，佛洛依德著
- 紹納人：信仰與習俗
- 灵魂
- 神秘主义